# ライアン・ジェンセン
ライアン・オースティン・ジェンセン（Ryan Austin Jensen ,1997年11月23日 - ）は、アメリカ合衆国カリフォルニア州モントレー出身のプロ野球選手（投手）。右投右打。MLBのシカゴ・カブス傘下所属。

## 経歴

### プロ入り前
2016年のMLBドラフトで指名がなかったため、フレズノ州立大学に進学した。

### プロ入りとカブス傘下時代
2019年のMLBドラフト1巡目（全体27位）でシカゴ・カブスに指名されてプロ入り。プロ入り後は傘下A-級のユージーン・エメラルズ でプロデビュー。6試合の先発で0勝0敗、防御率2.25を記録した。
2020年は、新型コロナウイルスの影響でマイナーリーグの試合が開催されなかったため、プレーしなかった。
2021年は、A+級のサウスベント・カブスとAA級のテネシースモーキーズでプレーした。2球団の合計で、3勝7敗、防御率4.16の成績を残した。オフにはアリゾナリーグのメサ・ソーラーソックスでもプレーした。